# زنگیان (سراوان)
زنگیان، روستایی در دهستان حومه بخش مرکزی شهرستان سراوان در استان سیستان و بلوچستان ایران است.

## ویژگی‌ها
دارالعلوم زنگیان سراوان اولین حوزه علمیه اهل سنت سیستان و بلوچستان در این روستا قرار دارد. این مدرسه دینی با بیش از یک قرن قدمت در سال ۱۹۱۴ میلادی تاسیس شده است.

## جمعیت
بر پایه سرشماری عمومی نفوس و مسکن در سال ۱۳۹۵، جمعیت این روستا برابر با ۴٬۱۵۹ نفر (۱٬۰۵۴ خانوار) بوده‌است.